# Route nationale 203 (Belgique)
Pour les articles homonymes, voir Route nationale 203.
La route nationale 203 est une route reliant le ring N203a au quartier Sint-Rochus dans la ville de Hal en Belgique. 
Cette courte portion de route - mieux connue sous le nom de "landingsbaan" (piste d'atterrissage) - est le premier morceau d'un projet de route expresse entre l'autoroute E19 (Bruxelles - Charleroi / Mons) et la "Bevrijdingsplein" au centre de Hal (croisement N6 / N7). Dès son lancement, ce projet datant des années 1970 a dû être abandonné sous le feux des nombreuses critiques des riverains.
La route est aujourd'hui passée sous le contrôle et la gestion de la ville de Hal et n'appartient plus au réseau des routes régionales.
La vitesse y est limitée à 90 km/h.